# Pak Namhae
Pak Namhae Chachaung foi o segundo monarca de Silla, um dos Três Reinos da Coreia. 

## Titularidade
Seu título Chachaung (em Hangul:거서간, em Hanja:居西干), significa Shaman na língua da confederação Jinhan, uma federação de Cidades-Estados no sudeste da península coreana. Namhae foi o único governante de Silla a ter o título de  Chachaung. 

## Vida
Pak Namhae foi o filho mais velho de Hyŏkkŏse, fundador de Silla, e da Senhora Aryeong. Casou-se com a Senhora Unje. 

## Reinado
Seu reinado iniciou-se em 4 d.C. com a morte de seu pai.  Esse reinado foi caracterizado por uma série de invasões estrangeiras. Em seu primeiro ano de reinado, o exército da Jun de Lelang  cercou Geumseong, atual Gyeongju, a capital de Silla. 
De acordo com o Samguk Sagi no terceiro ano de seu reinado foi construído o Sijomio (Santuário do Fundador) em memória de seu pai, e sua irmã Aro foi encarregada de manter os serviços.  Além disso era o Chefe dos sacerdotes do reino. O próprio rei oficializava os antigos rituais no primeiro ou segundo mês lunar no início de cada ano, além de  oferendas regulares quatro vezes por ano. 
No seu quarto ano de reinado  (8 d.C.) ofereceu a mão de sua filha Ahyo (Aheou) a Talhae e lhe conferiu o título de Taebo uma dos mais altos do reino, pelos serviços prestados. 
O exército de Wa (Japão) invadiu Silla em 14 d.C., e enquanto Sillaenfrentava o inimigo,  o exército de Lelang tentava invadir a cidade novamente, mas no entanto, um meteoro caiu no acampamento à noite e o comandante inimigo decidiu se retirar.  
Acredita-se que em 24 d.C. Namhae veio a falecer, aos 73 anos de idade e foi enterrado nas tumbas de Sareung-won em  Gyeongju. 